# Ford Fusion
Ford Fusion ― компактний автомобіль, що випускався американською компанією Ford Motor Company у 2002–2012 роках для європейського ринку і розроблений її європейським відділенням. 

## Опис

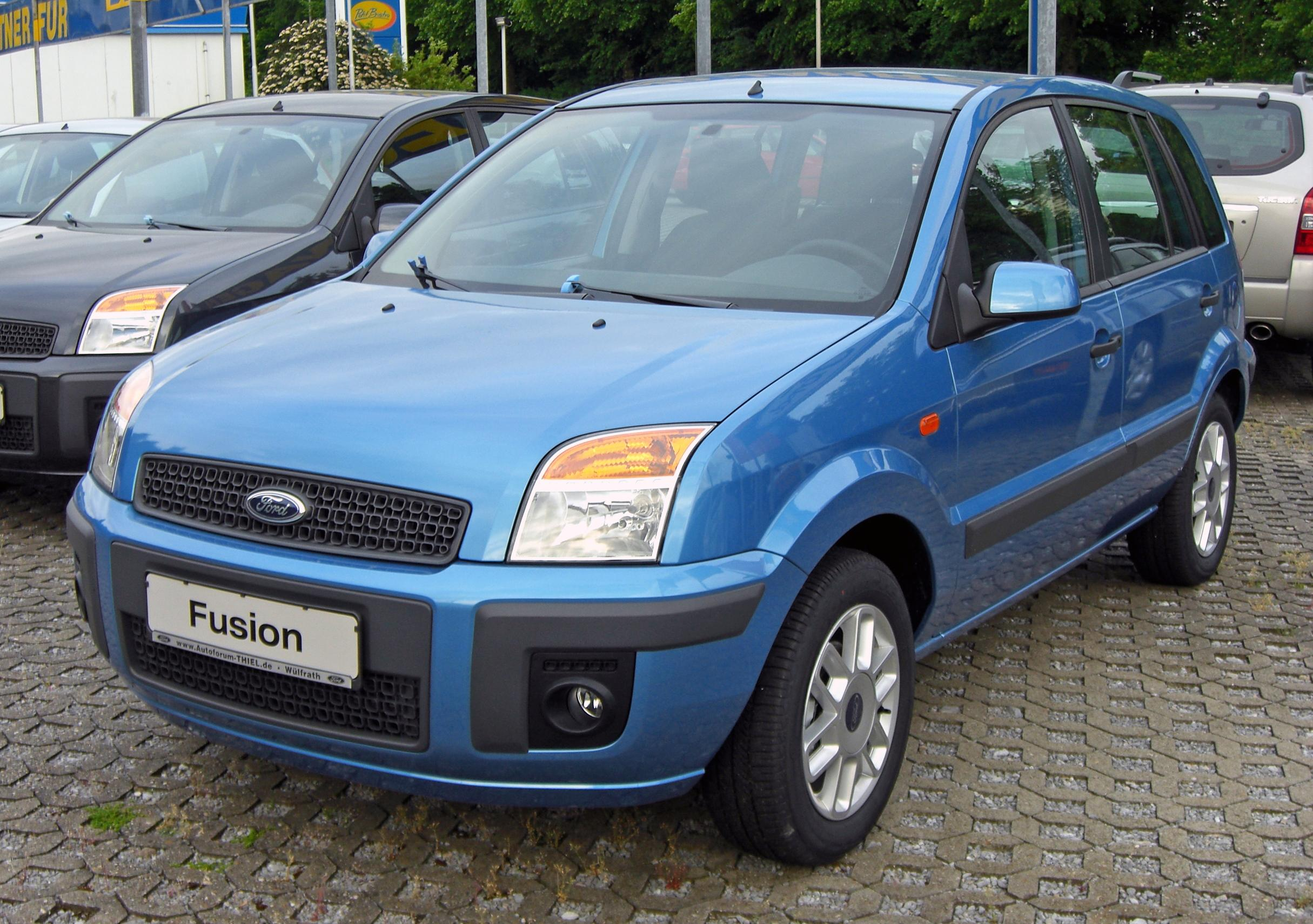
Ford Fusion (2005-2012)

Відмінні особливості мікровена: невисока ціна, підвищена безпека, високий кліренс, просторий салон. Випускається в Німеччині, на заводі в місті Кельн. Побудований на базі автомобіля Ford Fiesta.

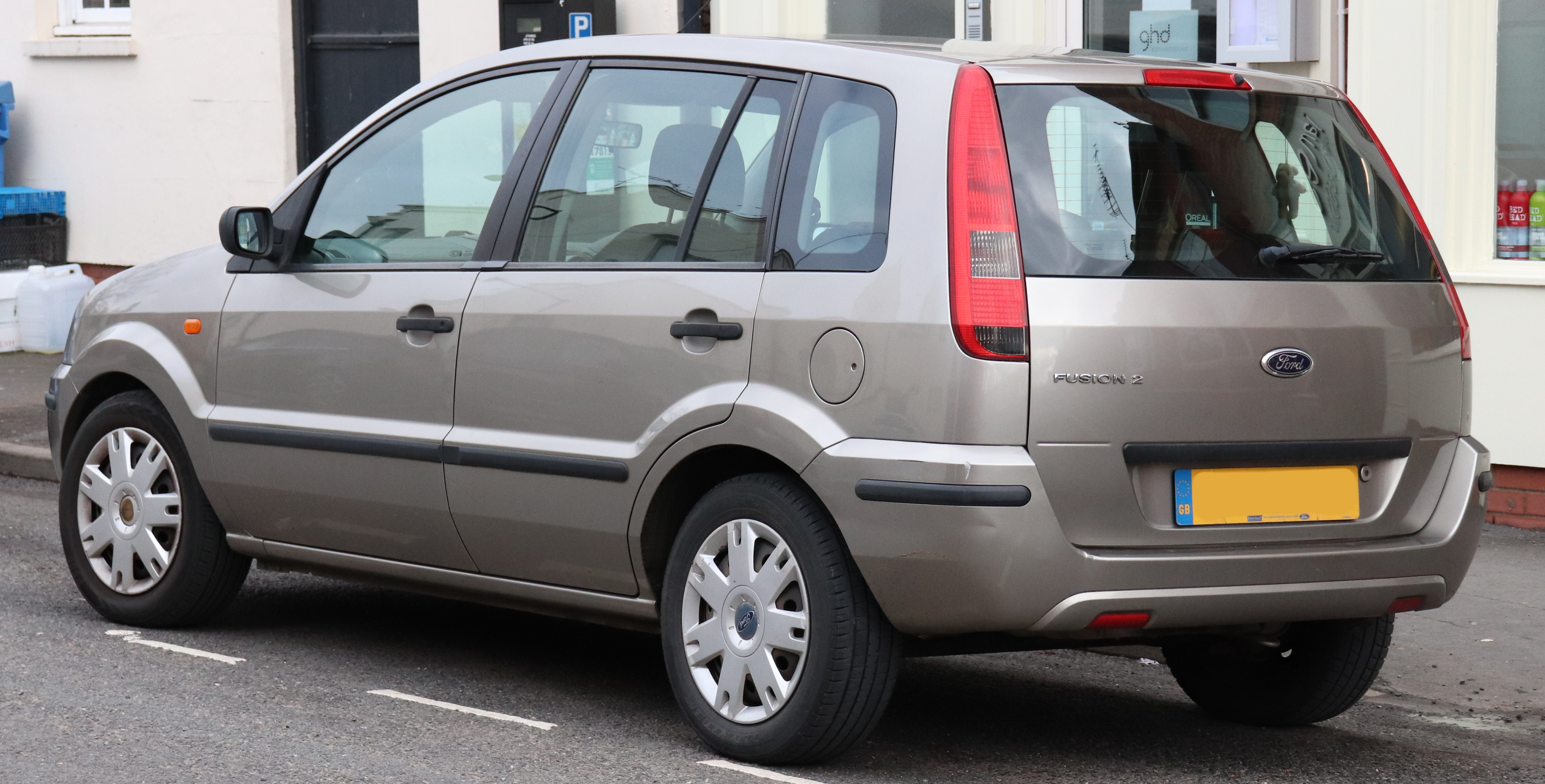

Існує модифікація Ford Fusion Calero з незабарвленими в колір кузова бамперами й бічними накладками.
 

У 2005 році зазнав рестайлінг, в ході якого змінилися передній і задній бампери, молдинги, світлотехніка і дизайн передньої панелі.

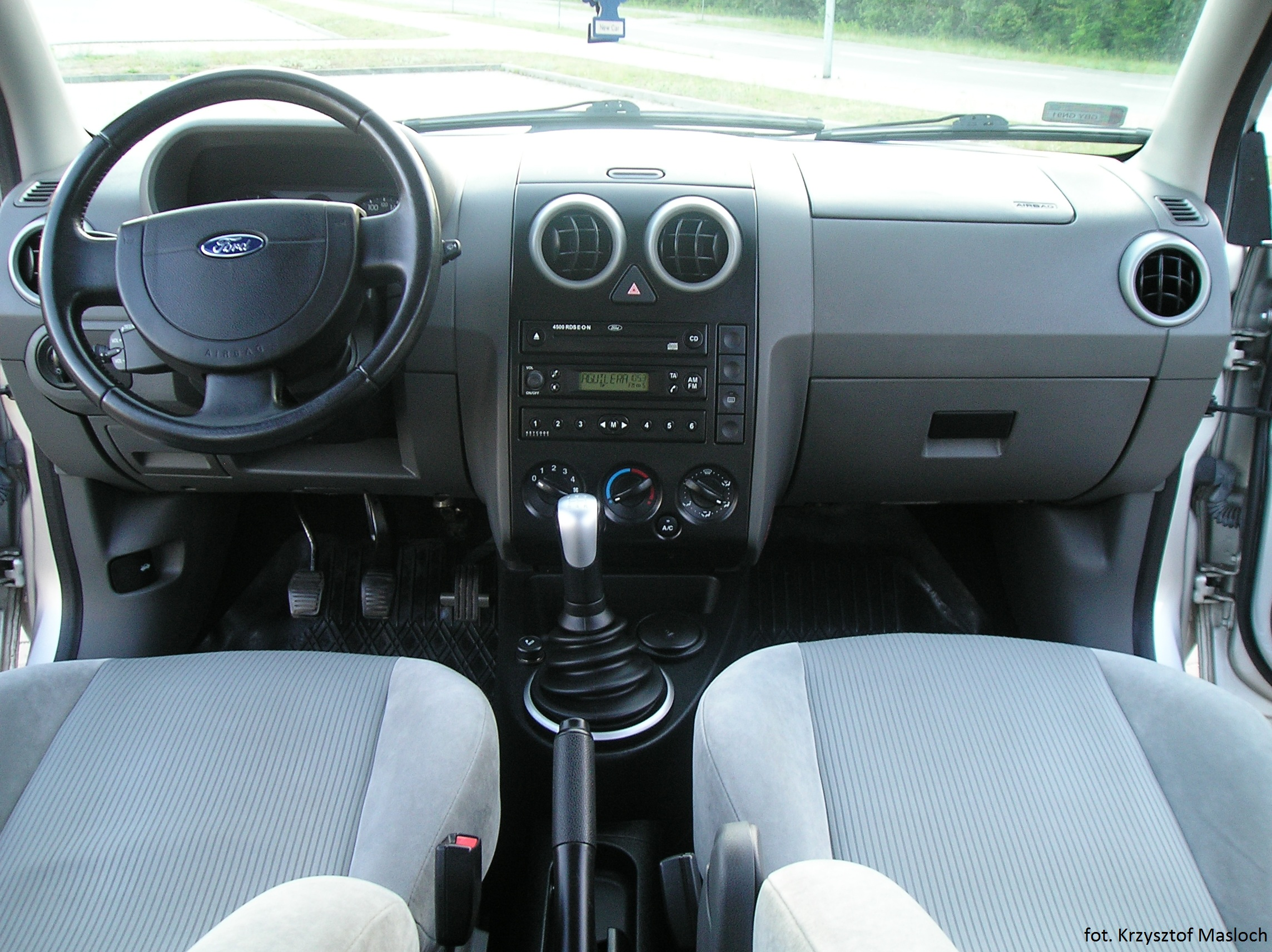
Ford Fusion (2002-2005)

Назва моделі перекладається як «злиття», «сплав». Розробники намагалися підкреслити, що створили автомобіль, який увібрав в собі властивості хетчбека гольф-класу і «паркетного» позашляховика. Дизайн автомобіля вийшов агресивним через широкі молдинги в бамперах і з боків автомобіля, нефарбовані в колір кузова, високий кліренс, і серйозніших (у порівнянні з Fiesta) дизайн. 
Зокрема підштамповані ребра на колісних арках та поясній лінії дісталися у спадок від старого Ford Taunus 1970-80-х років. Модель відрізняється досить великим багажним відділенням (337 л).
Модель оснащувалася трьома видами КПП, залежно від двигуна: 
- 5-ступінчаста механічна КПП встановлюється на бензинові двигуни 1.4 Duratec і 1.6 Duratec, і дизельні 1.4 TDCi і 1.6 TDCi;
- 5-ступінчаста роботизована КПП встановлюється на бензинові двигуни 1.4 Duratec і дизельні 1.4 TDCi і 1.6 TDCi;
- 4-ступінчаста автоматична КПП встановлюється на бензинові двигуни 1,6 л.

## Варіанти двигунів
Бензинові: 
- 1,25-літровий Zetec-SE потужністю 75 к.с.;
- 1,4-літровий Duratec потужністю 80 к.с.;
- 1,6-літровий Duratec потужністю 101 к.с.

Дизельні: 
- 1,4-літровий Duratorq потужністю 68 к.с.;
- 1,6-літровий Duratorq потужністю 90 к.с.